# ふつうの軽音部
『ふつうの軽音部』（ふつうのけいおんぶ、英語: Girl Meets Rock!）は、原作：クワハリ・漫画：出内テツオによる日本の漫画。2023年1月7日より9月18日までウェブコミック投稿サイト『ジャンプルーキー!』（集英社）に投稿された。ウェブコミック配信サイト『少年ジャンプ+』（集英社）にて、2024年1月14日から日曜更新で連載中。

## ジャンプルーキー!版
『ジャンプルーキー!』に2023年1月7日から9月18日まで投稿された『少年ジャンプ+』連載版の前身。全22話。原作担当のクワハリが作画まで自分で行っていた。制作に至るまでの経緯として、原作者がコロナ禍で挑戦した絵の練習をきっかけにTwitter（現：X）にてエッセイ漫画の掲載を開始、高校生活をひと通り描き終えて次の企画を考える中で「よりお話に起伏を作れるフィクションを作ってみたい」と考え『ふつうの軽音部』が誕生したとインタビューの中で語っている。

## 少年ジャンプ+連載版
前項の『ジャンプルーキー!』版をベースとして、出内テツオの作画で2024年1月14日から連載開始。なお初回は1〜4話、第2回は5〜7話までまとめて配信された。『ルーキー』版との相違点として、細かいセリフ描写が変更される、新たなエピソードが補完的に追加される等している。また、一部のキャラクターの設定や描写も変更されている。

## あらすじ
渋めの邦ロックが好きな大阪市在住の女子高校生・鳩野ちひろ（はとの ちひろ）は中学時代のとある出来事がきっかけでバンドの趣味や自身の歌声に一種のコンプレックスを抱いていた。高校入学後、赤いフェンダー・テレキャスターを携えて軽音部に入部したちひろは、同じクラスとなった陽キャ女子の内田桃（うちだ もも）や、自身とバンドを組みたいという幸山厘（こうやま りん）、人気バンドでギターを担当する藤井彩目（ふじい あやめ）など、様々な軽音部員と出会い、多くの経験を経て成長していく。

## 登場人物

### 谷九高等学校

#### 主要人物
鳩野 ちひろ（はとの ちひろ）
本作の主人公。1年生。長髪の黒髪に四白眼が特徴。使用ギターはレッドのフェンダー・テレキャスター。高校進学を機にギターを購入して軽音部に入部。母と二人暮らしで父との離婚に伴い、川崎市から大阪に移住したため普段は標準語で話す。andymori、銀杏BOYZ、ナンバーガール、志村正彦ボーカル時代のフジファブリックなど、父親の影響で年齢よりもひと世代昔の邦楽ロックを好む。自称「陰キャ」だが、負けん気は強く努力家で、行動力もある。学校では桃や矢賀達と友人関係を築き、部活でも厘やかっきー、ヨンスらと最初のバンド「ラチッタデッラ」を結成するが、厘の策略によりヨンスが退部し、かっきーは他のバンドに移ったため、早々に解散となる。周囲の印象に残る独特な歌唱力を持ち、中学時代はカラオケで声質を馬鹿にされた件から歌うことがトラウマとなっていたが、部室で一人で歌っていた所を厘に目撃され、強い信仰心を抱かれる。その後、紆余曲折を経て人前で歌うことにも慣れていき、厘や桃、彩目と4人で新バンド「はーとぶれいく」を結成する。厘の自分に対する態度には困惑したり呆れることが多い。ハロウィンイベントでのライブで水尾を異性として意識するほか、鷹見に対して技術的な敗北を認めた上で「自分よりギターが上手いのが許せない」「何年経っても絶対にお前を超えてやる」とライバル意識を持つようになった。なお、ギターを買う際に母から金を借り、返済のために中華料理屋でアルバイトをしている。
キャラクター名の由来は銀杏BOYZの楽曲「東北新幹線はチヒロちゃんを乗せて」。
内田 桃（うちだ もも）
1年生。赤っぽい茶髪を、2つ三つ編みにして下げている。ドラム担当。ちひろのクラスメイトで、コミュニケーション能力が高く、見た目も華やか（ちひろ曰く「一軍女子」）。ちひろとは登校初日に仲良くなり、ちひろを「はとっち」と呼ぶ。当初は中学時代の同級生の優希や舞伽と3ピースバンド「sound sleep」を結成、部内での評価も高かったが、6月の校内ライブ後に舞伽が退部した件で解散の憂き目にあう。その後、厘が仕掛けたカラオケでちひろの歌声を聴き、ちひろ達のバンドに加入することとなる。恋愛感情を理解できない、気持ち悪いと感じ、それにコンプレックスを抱いている。優希に彼氏が出来た際は彼女とも関係がギクシャクするが、後に和解する。大の動物好きであり、文化祭では自分の夢である「動物キングダム」を作るという目的から、男子達の手伝いもあり、作成したバビルサやマレーバク、ハシビロコウ、テングザルといった模型の展示を行った。ハロウィンライブではややマニアックな動物の着ぐるみを調達しメンバーにコスプレさせた。
幸山 厘（こうやま りん）
1年生。長身（『ルーキー』版では170cm）のショートヘアでベース担当。使用ベースはサンバーストのフェンダー・ジャズベース。同じ中学校の出身だった矢賀の紹介により、ちひろと出会う。ちひろのことは「はとちゃん」と呼ぶ。見た目はおっとり系だが、非常に観察力・情報収集力に長けており、周囲の人間関係や軽音部員たちの動向もSNSの裏アカウントを含め粗方把握し、そうして収集した情報をもとに、自身のバンド活動が円滑に進むよう裏で暗躍している。物事が望んだ方向へ動くと「機熟（機は熟した）」と呟くのが口癖。ちひろ達と打算込みで「ラチッタデッラ」を結成するがその後解散させ、新バンド「はーとぶれいく」を結成する。ちひろには、初対面のときから「他の人とは違う何か」を感じ取っており、視聴覚室でこっそりちひろが「everything is my guitar」を歌う場面を目撃したことでちひろを「神」と崇めるようになる。「protocol.」ベーシストの田口とはいとこ同士だが、厘の希望で二人とも周囲に伏せたまま学校に通っている。田口のことは「流哉くん」と呼び、とげとげしい態度で接している。
藤井 彩目（ふじい あやめ）
1年生。ウルフカットにインナーカラーという出で立ちで、ピンクのパーカーを羽織っている。使用ギターはオレンジのフェンダー・ジャズマスター。小学生時代は肥満体型で、努力の結果現在のスタイルを手に入れている。桃とは同じ小学校に通っていたが後に転校し、谷九高校にて再会する。幼少期からいじめや陰口に遭い、そのトラウマから虚勢を張り何かと人を見下して陰口を言うことが多く、更に他人に依存しがちという繊細なメンタルの持ち主。鷹見のバンド「protocol.」にてギター担当だったが、舞伽と別れた鷹見と付き合った後、厘の策略もあって自身も鷹見に振られることとなりバンドを脱退。当初は部活も去るつもりでいた折、ちひろ達のバンドに誘われる。当初はその誘いを拒んでいたが、ちひろの弾き語りを聴き衝撃を受け、最終的に「はーとぶれいく」のメンバーとなる。ギターの演奏技術は部内でも水尾と並んで随一だと鷹見に評されるほどで、ちひろにギターの手ほどきをすることもある。安定したリズム感を持ち、水尾曰く「バッキングでちひろを支えている」。カラオケで厘から鷹見に振られた原因を作ったと話を聞いた時は唖然とし、彼女の鷹見をギャフンと言わせるという作戦を聞くも、いずれ厘のこともギャフンと言わせてやると決意する。

#### 軽音部
鷹見 項希（たかみ こうき）
1年生。「protocol.」のギターボーカル担当。使用ギターはブルーのフェンダー・テレキャスター。ちひろがギターを買いに行った際、楽器屋で出会った同級生。端正な顔立ちで、歌や演奏技術も高校生離れしており、非常にモテるが、これがトラブルの要因となることも多い。常に余裕綽々のスカしたイケメンだが、周囲の視線を気にして、本心よりも当たり障りのない振る舞いを選ぶ性格。最初期は「sound sleep」のベース・舞伽と交際していたが、6月の校内ライブ直後に破局。このことが、物語を大きく動かすきっかけとなる。その後は彩目と付き合うものの、厘の策もあり破局する。バンドマンだった兄の竜季に幼少から憧れ、ギターを手に取ったのも竜季の影響であるが、深い後悔を残す形で別離している。初期は敵視してくるちひろを軽くあしらっていたが、文化祭以降、特に「リンダリンダ」をアカペラで歌う姿を見てから、ちひろと竜季の面影を重ね、意識するようになる。
水尾 春一（みずお はるいち）
1年生。「protocol.」のギター担当。元バレー部の長身の少年。彩目が脱退した後に、鷹見に誘われて「protocol.」に加入した。使用ギターはイエローのギブソン・レスポール・スペシャル。ギター経験は5年ほどで、部内では彩目と並んで一番上手いとのこと。表情の変化に乏しく、率直な発言が誤解を招くこともあるが、本人に誰かを見下すような意図はない。ちひろと同じ中学出身で、夏休み期間に中華料理店のバイト仲間として再会した。ひたすら一つのことに没頭するのが好きで、小さい頃から続けているギターの演奏技術は非常に高い。ちひろの歌声には一目置いており、鷹見には「1年生のバンドの中で1位になるのは簡単じゃない」と忠告している。中学時代に短期間だけ玲羽と交際していたらしいが、彼女がそれを口にした時には「いや…」と言葉をこぼした。
田口 流哉（たぐち りゅうや）
1年生。「protocol.」のベース担当。使用ベースはホワイトのフェンダー・ジャズベース。肩までの長髪に三白眼の生徒。鷹見とは中学から付き合いがあり、彼を軽音部に誘った張本人で、家庭の事情も把握している。気さくで素直な性格。ベースの技術は非常に高く、本人もベースを弾ければ何でもいいというスタンスで、「吉田商店」のサポートメンバーも務める。ゲーム・漫画が好き。厘のいとこで、幼少期から付き合いがあるが、厘からは「（いとこ同士であることを）開示する必要がない」と学校内での接触を避けられている。たまきから「頼りになる一年生」として厘と並んで挙げられている。絶望的に運の悪い不幸体質であり、他者の口論の場に高い頻度で出くわす、スマホ水没と財布の紛失を同日に見舞われるなどの憂き目にあうことが多く、遠野からは若干哀れみの目で見られている。
遠野 元（とおの げん）
1年生。「protocol.」のドラム担当。ツーブロックにメガネという出で立ちで、左眉には剃り込みのような線が入っている仏頂面の生徒。1年部員では随一のドラムの腕前で、小学生からの演奏経験と知識を備えた凄腕。口癖は「フン」。周囲にはひた隠しにしているが入学当初から桃に片思いしており、彼女と会話が続いた際には、自身のスマホに会話内容を一言一句メモしている。鷹見の才能に惚れ込んでいて、彼についていくことを決め「protocol.」に入った。鷹見や彩目からも気に入られている。一方で真面目過ぎるところがあり、パート練習の際に身が入っていなかった上級生に歯に衣着せず物申すなど、堅物な一面もある。演奏スタイルにも性格が出ており、桃曰く「安定している死ぬほど真面目なドラム」。現状軽音部内での活動に留まっている「protocol.」について、部外への進出を鷹見に提言した。
柿田 駿（かきた しゅん）
1年生。ニックネームは「かっきー」。ヨンスと共に「ラチッタデッラ」に加入しドラムメンバーとなるが、他のバンド（「吉田商店」）に誘われており、ヨンスの退部もあって脱退、「吉田商店」に加入する。ヨンスとは中学校で出会って以来、常に行動を共にし、周囲からの評価がイマイチな彼の歌声も大絶賛している（曰く「ヨンスが一番かっこいい」）。吉田とは幼馴染だが、彼女からの恋心には気付いておらず、後に吉田から告白された時は困惑して断るも、謝罪して改めて告白を受け入れ、正式に恋人同士となる。
田端 陽一（たばた よういち）
1年生。ニックネームは「ヨンス」。お調子者でネットミームにとても詳しい。度々調子に乗りすぎるため女子ウケは悪く、彼の陰口を聞いたちひろがフォローに困る場面もある。元「ラチッタデッラ」のギターボーカル。同じバンドメンバーとなった厘にアタックするも、策略のためにしばらく泳がされたのち、手酷く振られて退部。ただし、厘がその後彩目の監視役を任せたりと、何かにつけて利用されている。かっきーの懇願でボーカルが脱退した「吉田商店」の後任のボーカルとして、軽音部に復帰する。かっきー以外からのボーカルの評価は、ちひろ曰く「ねっとりした声」、田口曰く「（吉田商店の前ボーカルとの）落差がすごい」などあまり芳しくない。
吉田 佳織（よしだ かおり）
1年生。「吉田商店」のギター担当で紅一点。かっきーとは小学生の頃からの幼馴染で、密かに想いを寄せている。前任ボーカル・矢部の代理で加入したヨンスには中学の頃から苦手意識を持ち、かっきーとの仲が良すぎる関係に嫉妬心を抱く。
真島 るり（まじま るり）
1年生。大きな目とおかっぱ頭の女子生徒。「るりるり帝国」のリーダーとギターボーカルを務める。ちひろとは入部後、早い段階で仲良くなる。桃からはバンドの男子達をまとめる腕を評価されている。ヨンスのリップロール（唇を震わせる発声練習）を見た際はツボに入ったのかバカウケしていた。
牧田 宗平（まきた そうへい）
1年生。大きな丸眼鏡が特徴の男子生徒。「るりるり帝国」のドラム担当で、同じドラムを担当する内田桃からの演奏の評価は高い。何らかの理由で厘を手助けする場面が見られる。るりとは下記の進藤、西山と同じく小学校からの同級生で、全員るりが好きだが、告白はしない紳士協定を結んでいる。
進藤（しんどう）、西山（にしやま）
1年生。進藤は髪で目が隠れた男子生徒、西山は坊主頭の男子生徒。「るりるり帝国」で進藤はギターとキーボード、西山はベースを担当している。
大道 優希（おおみち ゆうき）
1年生。ロングの黒髪で大人びた外見をしている。桃の中学時代の同級生で「sound sleep」のギターボーカル担当。使用ギターはイエローのフェンダー・ストラトキャスター。舞伽の一件から桃に先輩と交際していることを隠していたが、そのことを厘に利用され、桃がちひろ達のバンドに加入する要因となる。「sound sleep」解散後は「Color Circuit」を結成して、バンド活動を継続している。ちひろが鷹見と口論した姿を目撃した時は、後にそれを彩目に伝えてちひろの歌を聴きに行くよう勧めた。
古旗 柚葉（ふるはた ゆずは）
1年生。「Color Circuit」のベース担当。校内のカップルの成立・破局を予想することが趣味で、「カップリングダービー」と題したノートに逐次予想したデータをつけている。
八車（やぐるま）、色川（いろかわ）
1年生。八車はポニーテールにピアスの女子生徒、色川は黒髪のショートの女子生徒。「Color Circuit」で八車はギター、色川はドラムを担当。
花村 真由（はなむら まゆ）
1年生。ツインテールの女子生徒。「トゲトゲピーナッツ」のベース担当。
吐月（とげつ）、落合（おちあい）、生田（いくた）
1年生。「トゲトゲピーナッツ」のメンバー。吐月はボーカル、落合はギター、生田はドラムを担当。
野呂 あたる（のろ あたる）
1年生。不良のような外見の男子生徒。「カキフライエフェクト」のボーカル担当。パンク・ロックを好む。軽音部員の誰か（正体はちひろ）が中庭で「リンダ リンダ」をアカペラ歌唱していたという噂を聞き、対抗心を燃やしている。
貝原 実流（かいばら みる）、揚村 蒼介（あげむら そうすけ）
1年生。「カキフライエフェクト」で貝原はベース、揚村はドラムを担当。
須田 陸人（すだ りくと）
2年生。優希の交際相手で「BAKLAVA」のボーカル。優希と付き合い始めた際、桃に話しかけられて動揺する姿を見せる。
亀屋 数志（かめや かずし）
2年生。亀屋兄妹の双子の兄で、山添の後継の軽音部長。「BAKLAVA」のベース担当。顔に特徴的な3つのほくろがある。軽いノリと緩い雰囲気でやや抜けたところのある性格。押しに弱く周りの意見に流されやすいため、鶴に陰から利用されたり、部員達からは鶴が部長の方が良かったと言われている。一方で、後輩にはコミュニケーションを積極的にとるなどして慕われている。
亀屋 算（かめや さん）
2年生。亀屋兄妹の双子の妹で、鶴と共に副部長に指名される。「フォレストチアガール」のキーボード担当。数志と顔のほくろの位置が左右対称になっている。真面目でしっかりとした性格。内面では後輩との接し方に悩んだり、鶴の行動に懸念を抱えている。たまきからは厘や田口が力になるはずと聞かされていたため、後に彼女らと鶴に対する対策会議を行う。
鶴 亜沙加（つる あさか）
2年生。そばかすが特徴の女子生徒で、算と共にたまきの後継として2人体制となった副部長に指名された。2年秋からは谷九高校の生徒会長を務める。ギター、ベース、ドラムの演奏をこなすことができるが、いずれのパートでも特定のバンドに属さず、サポートという形で参加している。数志と違い、部員達からの信頼は厚いが、度々裏で部員間の人間関係をかき回すような行動を見せる。かつて悩んでいた時期にたまきのアドバイスに救われたことがあり、それ以来たまきに対して並々ならぬ想いを抱いている。
長谷 光（はせ ひかる）
2年生。七三分けの男子生徒。「ハッセーズ」のボーカル担当。
中津 美里（なかつ みさと）
2年生。黒髪の女子生徒。「ミドー」のベース担当。
裏山 紫穂（うらやま しほ）
2年生。スカーフを巻いた女子生徒。「sick parede」のドラム担当。
楊 浩然（よう こうねん）
2年生。坊主頭に眼鏡の男子生徒。「BAKLAVA」のギター担当。
熊谷 芳樹（くまがい よしき）、長野 龍平（ながの りゅうへい）
2年生。熊谷は「フォレストチアガール」のベース担当、長野は「BAKLAVA」のドラム担当。遠野との仲が拗れるが、後に互いに謝罪して和解する。
千秋 夕湖（ちあき ゆうこ）、島森 礼二（しまもり れいじ）、草村 繭（くさむら まゆ）
2年生。「フォレストチアガール」のメンバー。千秋はボーカル、島森はギター、草村はベースを担当。
新田 たまき（にった たまき）
3年生。華やかな容姿の軽音部副部長。「性的カスタマーズ」ボーカル。使用ギターはフェンダー・ストラトキャスター。新入生歓迎会でのライブの際、ボーカルとして「あいどんわなだい」を歌った。銀杏BOYZ、サンボマスター、フラワーカンパニーズなどの曲を好んでいる。ちひろのことを気にかけており、ちひろからも尊敬されている。笑いのツボが独特で、自ら発したジョークに抱腹することも。作中で同性愛者であることを示唆する描写がある。ハロウィンライブの審査員としては、一度はprotocol.に投票しようとするも、ちひろの頑張りを見つめ続けていたことから「審査員失格」を自認したうえではーとぶれいくに投票した。
喜田 大志（きだ たいし）
3年生。「性的カスタマーズ」のギタリストでたまきの友人。夏帆とは中学からの同級生。夏帆からは雰囲気イケメンと称される。1年生の頃にたまきに想いを寄せるも、それ以上に彼女を友人として大切に思っている。鷹見の兄のバンドを知っており、兄が消息を絶った鷹見について気にかける場面が見られる。ハロウィンライブでは当初ははーとぶれいくに投票しようとしたが、鷹見の成長のためにはーとぶれいくを勝たせようとしてしまっているのではと考え込み、最終的にパフォーマンスで僅かに上回っていたprotocol.に投票する。
李 民俊（リー・ミンジュン）、村越 渡流（むらこし わたる）
3年生。「性的カスタマーズ」のベース（李）とドラム（村越）。たまき考案の「性的カスタマーズ」というバンド名に抵抗なく賛同した。
山添 悟（やまぞえ さとる）
3年生。癖毛と四白眼が特徴の軽音部部長。ムードメーカー的性格で、1年生時の初ライブの1曲目でギターの弦が全部切れたという逸話を持つ。
ハロウィンライブの審査員を承諾し、身内ノリ上等で観客を盛り上げたprotocol.に一票を投じた。その際に「売れてるバンドは身内ノリを広げた結果なんじゃないか」と言及している。

#### その他の生徒
矢賀 緑（やが みどり）
1年生。帰宅部。ちひろのクラスメイトであり親友。同じクラスで歴史好き（互いに『鎌倉殿の13人』の話題で盛りあがった）ということから、仲良くなった。ちひろのことは「ハトノ」と呼ぶ。ちひろから軽音部に誘われるが、持論を展開して拒否。同じ中学出身の厘をちひろに紹介する。「非日常伝道師・アップデート堀井」という謎の人物の推し活をしており、イベント等に足繁く通い、ちひろに対してはたびたび布教活動を行っているがその度に断られている。特技はイラストを描くことであり、アニメのキャラをリクエストされてスラスラと描き、イラスト部の部員達から絶賛される程である。
乃木 舞伽（のぎ まいか）
1年生。桃の中学時代の同級生で「sound sleep」のベース担当だったが、鷹見に振られて退部。その際、退部を巡って桃と口論になり、桃の恋愛に対するコンプレックスを刺激する発言をしてしまう。『ルーキー』版では「小堀端」という名字だったが、『ジャンプ+』での連載にあたって変更されている。
千羽 八尋（せんば やひろ）
2年生。鶴の代の生徒会副会長。吹奏楽部所属でリボンのついたカチューシャをつけている。鶴に心酔している様子を見せる。
レイカ、レナ
3年生。ギャルコンビ。自分達の名前を書いた自作のうちわを持ち歩いている。体育祭では派手な盛り髪の姿で現れ、ちひろからは「ドギャル」と呼ばれ、矢賀からはうちわの件を怖がられた。文化祭では鷹見にライブを見に行くと話しかけていた。

#### 教師
丸太 周平（まるた しゅうへい）
新任の軽音部顧問。28歳。バンド経験はなく、音楽に関しては素人。校内ライブのオーディションの審査員を務めた際は適当に主観でバンドの評価をしていた。
指川 啓一（さしかわ けいいち）
吹奏楽部の顧問。数学教師。42歳。軽音部のことを嫌っている。

### 家族関係者
ちひろの母
ちひろの母親。夫とは離婚済み。ちひろが初めて自分のギターを買う際にお金を出し、「女と女の約束」として早く借金を払うよう要求する。ちひろはそのためにバイトをすることとなった。
ちひろの父
ちひろの父親。現在は一人で川崎市で暮らしている。離婚後も家族仲は悪くないが、何故か家族三人で揃うことを嫌がる。ちひろに会いに来た際は持ってきたエフェクターを渡した。
水尾の祖母
水尾の祖母。ちひろの夏休み中の弾き語り修行を最初期から見守り続けた固定客の一人。軽音部に入ろうとする水尾に「ちひろちゃんのようにど真剣にやるんやで」とエールを送った。
鷹見 竜季（たかみ りゅうき）
鷹見項希の9歳上の実兄。高校を中退しバンド活動をしていた。独特な歌声の持ち主で、鷹見からは強い尊敬の念を向けられていたものの、バンドメンバーの不和と脱退を受けて調子を崩し、やがて自ら家を出て「バンドマンとして死ぬ」ために単身上京した。その際、引き留めようとした鷹見に「お前は普通に生きてくれ」と言い残した後、消息を絶つ。テンションのアップダウンが非常に激しく、病院から多数の薬を処方されているなど、なんらかの精神疾患を患っていたことを示唆する描写がある。
鷹見の父
鷹見項希・竜季兄弟の父。妻とは息子たちが幼い頃に別居しており、以来男手ひとつで息子たちを育ててきた。非常に息子思いであり、竜季のバンド活動を影から応援し、バンドメンバーに頭を下げて挨拶していた。また竜季の精神的に不安定な面を理解する数少ない人物のひとりであり、弟の項希にはそのことを一切知らせず（そのため項希は兄の精神不安定な部分を知らなかった）、上京しようとする竜季を厳しい言葉ではあるが労わって引き留めようとした。兄と同じくバンドを組む道を選んだ項希に対しても理解を示す反面、竜季と同じようにならないか心配している。

### その他
巽 玲羽（たつみ れいは）
大阪有数の進学校である七道高校に通うちひろの中学時代の生徒会長。学生生活と並行してモデルとしても活動しており、高校では軽音部に所属している。永井公園で弾き語りをするちひろと偶然再会し、ギターを借りて「怪獣の花唄」を熱唱するが、その際、ちひろは玲羽から学びを得るとともに見下されているとも感じ、一層奮起する。過去には水尾と付き合っていたが、3ヶ月程で別れた。水尾のことは「ハルくん」と呼んでいる。
二楷堂 まわり（にかいどう まわり）
七道高校の生徒。玲羽とともに谷九高校の文化祭に訪れた、ツーブロックに丸眼鏡、耳に多数のピアスといった出で立ちの女子。玲羽に対してやや砕けた敬語で会話する。玲羽と別れて文化祭を見てまわっていた際、桃の動物作品の展示を気に入る。
坂口 夏帆（さかぐち かほ）
元軽音部の3年生。かつて谷九高校に在籍していたが、現在は通信制の高校に籍を置いている。大阪に引っ越してきたたまきにとって高校で初めてできた友人であり、初めてバンドを組んだ仲間でもある。たまきと非常に親しくなるが、次第に周囲から注目を集めるたまきに複雑な感情を抱くようになる。喜田とは同じ中学出身で、密かに想いを寄せていたが、喜田がたまきに想いを寄せていることを知り、たまきに対する嫉妬心をさらに強くさせてしまう。そんな自分に嫌気が差したことと、集団行動に馴染めなかったことから次第に不登校になり、谷九高校を去ることとなった。喜田曰く、中学の頃は精神的に不安定で不登校になった時期もあった。たまきとは中退後に本音を打ち明けて和解しており、たまきが夏帆の家をたびたび訪れるなど友人関係は続いている。たまきの連絡に応じて、「性的カスタマーズ」の文化祭ラストライブを訪れる。谷九高校を中退後もギターと弾き語りは続けており、後に弾き語りをしていた公園でちひろと出会うことになる。
ひかり先生
新田たまきの中学時代の家庭教師であり、初恋の相手。かつてバンド活動をしており、たまきが大阪に引っ越す際に自身のギターをプレゼントした。後にたまきが軽音部で活動する意味を見失い会いに来た際に、結婚することを彼女に伝える。これによりたまきの初恋は終わりを迎えた。
こどおじさん
本名は「小殿 旺四郎（こどの おうしろう）」。32歳。ちひろが夏休み中に弾き語り修行をした際の固定客の一人。ちひろの歌声に心酔し、愛犬のサフランと毎回のように訪れていた。夏休み終了後、ちひろのバイト先の中華料理店の常連になり、自身もコンビニのアルバイトを始める。
糸（いと）
かつての竜季のバンド仲間。加入当時は高校生だった少女で、ギター担当。バンドマンとしても異性としても竜季に惚れ込み、バンド崩壊まで連れ添っていたが、上京を決意した竜季に解散を切り出され、涙ながらに想いを告げるものの失恋した。それ以降の動向は不明。

## 用語
谷九高等学校
本作の舞台。ちひろ達が通う大阪市天王寺区谷町九丁目にある高校。
永井公園
ちひろが夏休み中に弾き語り修行をした公園。規模が大きく人通りも多い。モデルは大阪市の長居公園。
自意識アニマル
ちひろが自意識過剰な状態に陥ったとき、背景に描かれる謎の動物。バクのぬいぐるみのような姿をしており、原作者であるクワハリの自画像に酷似している。

## 劇中バンド
ラチッタデッラ
メンバーはGt.Vo.ヨンス、Gt.ちひろ、Ba.厘、Dr.かっきー。ちひろが初めて結成したバンドだったが、実態は厘が止まり木として集めたバンドであり、厘が「神」と認識したちひろのためのバンド作りに向けて動き出した中で早々に解散。バンド名の由来は川崎市の商業施設「ラ チッタデッラ」。
sound sleep（サウンド スリープ）
メンバーはGt.Vo.優希、Ba.舞伽、Dr.桃。中学時代の同級生で3ピースバンドを結成するも、前述の経緯で舞伽が退部、そのまま解散となった（桃と優希はそれぞれ別のバンドで活動を続行）。
protocol.（プロトコル）
メンバーはGt.Vo.鷹見、Gt.彩目→水尾、Ba.田口、Dr.遠野。彩目はギターで参加していたが鷹見との恋愛トラブルで脱退、入れ替わる形で水尾が加入した。1年生バンドの中では別格に評価の高いバンド。
はーとぶれいく
メンバーはGt.Vo.ちひろ、Gt.彩目、Ba.厘、Dr.桃。それぞれのバンドを失った各メンバーを厘が誘導し、ちひろを中心に結成されたバンド。バンド名の由来はZAZEN BOYSの「はあとぶれいく」。
性的カスタマーズ（せいてきかすたまーず）
メンバーはVo.たまき、Gt.喜田、Ba.李、Dr.村越。ちひろ達が入学した際の新歓ライブで「あいどんわなだい」を演奏しちひろに強いインパクトを与える。
Color Circuit（カラーサーキット）
メンバーはGt.Vo.優希、Gt.矢車、Ba.古旗、Dr.色川。「sound sleep」解散後の優希が結成したバンド。
るりるり帝国（るりるりていこく）
メンバーはGt.Vo.るり、Gt.Key.進藤、Ba.西山、Dr.牧田。紅一点のるりが男子3人をまとめるバンド。1年生最初のライブオーディションでは「protocol.」・「sound sleep」に次ぐ高評価を得ていた。
吉田商店（よしだしょうてん）→フライデーナイツ
メンバーはVo.矢部→ヨンス、Gt.吉田、Ba.田口（サポートメンバー）、Dr.かっきー。ボーカルが文化祭ライブ前に脱退し、かっきーの誘いで急遽ヨンスが加入。前任ボーカルの矢部の歌唱は評価が高かった。後にバンド名を変更する。
カキフライエフェクト
メンバーはVo.野呂、Ba.貝原、Dr.揚村。軽音部では珍しいスリーピースかつ、洋楽を好む異色のバンド。しかし誰がみてもわかるほど演奏技術が拙い。
その他のバンド
「フォレストチアガール」、「sick parade」、「BAKLAVA」、「ミドー」、「ハッセーズ」、「トゲトゲピーナッツ」などが存在する。遠野は「フォレストチアガール」が2年生バンドで一番完成度が高いと評価している。

## 劇中登場曲
| 巻数 | 話数     | 曲名                        | アーティスト             | 備考                                             |
| ---- | -------- | --------------------------- | ------------------------ | ------------------------------------------------ |
| 1    | 1        | おしゃかしゃま              | RADWIMPS                 | 鷹見の試奏曲（タイトルのみ）                     |
| 1    | 2        | あいどんわなだい            | 銀杏BOYZ                 | 「性的カスタマーズ」の新歓ライブ演奏曲           |
| 1    | 4        | ソラニン                    | ASIAN KUNG-FU GENERATION | ちひろの練習曲（タイトルのみ）                   |
| 1    | 4        | 一途                        | King Gnu                 | 鷹見の練習曲（タイトルのみ）                     |
| 1    | 5        | 天体観測                    | BUMP OF CHICKEN          | 「ラチッタデッラ」の練習曲（タイトルのみ）       |
| 1    | 5        | シンデレラボーイ            | Saucy Dog                | 「ラチッタデッラ」の練習曲（タイトルのみ）       |
| 1    | 8        | everything is my guitar     | andymori                 | ちひろが夜の視聴覚室にて歌唱                     |
| 1    | 9        | 援助交際                    | 銀杏BOYZ                 | 「性的カスタマーズ」の6月校内ライブ演奏曲        |
| 1    | 9        | 番狂わせ                    | Hump Back                | 「sound sleep」の6月校内ライブ演奏曲             |
| 2    | 13       | 拝啓、少年よ                | Hump Back                | ちひろがカラオケにて歌唱                         |
| 2    | 14       | 君はロックを聴かない        | あいみょん               | 「はぐれ1年女子with新田たまき」の1年ライブ演奏曲 |
| 2    | 16       | 透明少女                    | ナンバーガール           | ちひろの弾き語り練習曲                           |
| 2    | 17       | 生活                        | Syrup16g                 | ちひろの弾き語り練習曲                           |
| 2    | 18       | 赤橙                        | ACIDMAN                  | ちひろの弾き語り練習曲                           |
| 2    | 19       | 怪獣の花唄                  | Vaundy                   | 玲羽の演奏曲                                     |
| 2    | 20       | スピカ                      | スピッツ                 | ちひろの弾き語り曲                               |
| 3    | 22       | あの嫌いのうた              | クリープハイプ           | 彩目のSNSのプロフィール文（タイトルのみ）        |
| 3    | 25       | 理由なき反抗(The Rebel Age) | a flood of circle        | ちひろの弾き語り曲                               |
| 3    | 26       | 身も蓋もない水槽            | クリープハイプ           | 彩目のプレイリスト（連載版・タイトルのみ）       |
| 3    | 26       | 不革命前夜                  | NEE                      | 彩目のプレイリスト（連載版・タイトルのみ）       |
| 3    | 26       | メンヘラちゃん              | キュウソネコカミ         | 彩目のプレイリスト（連載版・タイトルのみ）       |
| 3    | 26       | はあとぶれいく              | ZAZEN BOYS               | 新バンド名決定の会話（タイトルのみ）             |
| 3    | 27       | 凛と                        | クリープハイプ           | 彩目がカラオケにて歌唱                           |
| 3    | 28       | 名もなき詩                  | Mr.Children              | ちひろの弾き語り曲                               |
| 4    | 35       | UFOを呼ぶダンス             | ポップしなないで         | 「るりるり帝国」の文化祭ライブ演奏曲             |
| 4    | 36       | ドラマツルギー              | Eve                      | 「protocol.」の文化祭ライブ演奏曲                |
| 4    | 36       | ジターバグ                  | ELLEGARDEN               | 「はーとぶれいく」の文化祭ライブ演奏曲           |
| 4    | 37       | ジターバグ                  | ELLEGARDEN               | 「はーとぶれいく」の文化祭ライブ演奏曲           |
| 5    | 40       | リンダ リンダ               | THE BLUE HEARTS          | ちひろが高校中庭にて歌唱                         |
| 5    | 41       | 恋する                      | SHISHAMO                 | 「性的カスタマーズ」の後夜祭ライブ演奏曲         |
| 5    | 42       | 恋する                      | SHISHAMO                 | たまきと夏帆のバンドの演奏曲                     |
| 5    | 42       | 気分上々↑↑                  | mihimaru GT              | 山添がカラオケにて歌唱                           |
| 5    | 42       | 夢で逢えたら                | 銀杏BOYZ                 | たまきがカラオケにて歌唱                         |
| 5    | 43       | 輝きだして走ってく          | サンボマスター           | たまきがスマートフォンで再生（タイトルのみ）     |
| 5    | 45       | エンジェルベイビー          | 銀杏BOYZ                 | 「性的カスタマーズ」の後夜祭ライブ演奏曲         |
| 6    | 50       | 16                          | andymori                 | ちひろが誕生日会の帰り道にて口ずさむ             |
| 7    | 58       | 死ぬまでに俺がやりたいこと  | ヤングスキニー           | 「フライデーナイツ」のハロウィンライブ演奏曲     |
| 7    | 59       | American Idiot              | Green Day                | 「カキフライエフェクト」のハロウィンライブ演奏曲 |
| 7    | 59       | はあとぶれいく              | ZAZEN BOYS               | 「はーとぶれいく」のハロウィンライブSE           |
| 7    | 60       | 覚悟を決めろ！              | サバシスター             | 「はーとぶれいく」のハロウィンライブ演奏曲       |
| 7    | 60       | ジターバグ                  | ELLEGARDEN               | 「はーとぶれいく」のハロウィンライブ演奏曲       |
| 7    | 61       | IGGY POP FAN CLUB           | ナンバーガール           | 「はーとぶれいく」のハロウィンライブ演奏曲       |
| 7    | 62       | IGGY POP FAN CLUB           | ナンバーガール           | 「はーとぶれいく」のハロウィンライブ演奏曲       |
| 7    | 閃光少女 | 東京事変                    |                          | 「はーとぶれいく」のハロウィンライブ演奏曲       |
| 7    | 閃光少女 | 東京事変                    | 63                       | 「はーとぶれいく」のハロウィンライブ演奏曲       |
| 7    | 64       | Wonderwall                  | Oasis                    | 「protocol.」のハロウィンライブSE                |
| 7    | 64       | Crazy Dancer                | 夜の本気ダンス           | 「protocol.」のハロウィンライブ演奏曲            |
| 7    | 65       | Crazy Dancer                | 夜の本気ダンス           | 「protocol.」のハロウィンライブ演奏曲            |

## 反響
- 楽曲「理由なき反抗（The Rebel Age）」が作中に使用された同週にa flood of circleが同曲のライブ映像をYouTubeで公開した[6]。
- 2024年8月には、「ROCK IN JAPAN FESTIVAL 2024」の開催に合わせて、初となる交通広告がJR蘇我駅に登場した[7]。

## 受賞
- 次にくるマンガ大賞2024 - WEB漫画部門 1位[8]
- このマンガがすごい！2025 - オトコ編 2位[9]
- THE BEST MANGA 2025 このマンガを読め！ - 2位[10]
- 全国書店員が選んだおすすめコミック 第20回（2025年） - 5位[11]
- マンガ大賞2025 - 3位[12]

## 書誌情報
- クワハリ（著）・出内テツオ（漫画）『ふつうの軽音部』 集英社〈ジャンプ・コミックス〉、既刊7巻（2025年6月4日現在）
  1. 2024年4月4日発売[13][14]、ISBN 978-4-08-884019-2
  2. 2024年6月4日発売[15]、ISBN 978-4-08-884082-6
  3. 2024年9月4日発売[16]、ISBN 978-4-08-884238-7
  4. 2024年11月1日発売[17]、ISBN 978-4-08-884260-8
  5. 2025年1月4日発売[18]、ISBN 978-4-08-884334-6
  6. 2025年4月4日発売[19]、ISBN 978-4-08-884481-7
  7. 2025年6月4日発売[20]、ISBN 978-4-08-884541-8